# Gręziniec
Gręziniec (niem. Rodbeek) – strumień o długości 5,5 km w północno-zachodniej Polsce, w województwie zachodniopomorskim w granicach administracyjnych miasta Szczecina; dopływ Odry. Często używaną nazwą cieku jest Grzęziniec.
Źródła Gręzińca znajdują się na podmokłych terenach zespołu przyrodniczo-krajobrazowego „Wodozbiór” położonych na pograniczu osiedli Warszewo i Bukowo, na południe od kulminacji Wzgórz Warszewskich.
Strumień wypływa kilkoma ciekami, które na wysokości Wysokiego Stawu łączą się i płyną na południowy wschód. Po przepłynięciu ok. 2 km zmienia bieg na południowy, przyjmuje wówczas wody potoku Sienniczka i ponownie przyjmuje kierunek południowo-wschodni. Przed mostem pod ulicą Bogumińską przegrodzenie koryta tworzy Słowiczy Staw. Dopływa do ulicy Wendeńskiej w dzielnicy Golęcino, od tego miejsca aż do ujścia przepływa krytym kanałem. Uchodzi do Odry na wysokości ul. Grobla. Planowane jest odkrycie ostatniego odcinka Gręzińca między ul. Wiszesława a Odrą i stworzenie tam promenady i zieleńca z placem zabaw.
Dolina strumienia tworzy użytek ekologiczny „Dolina strumienia Grzęziniec” o powierzchni 46,4 ha.